# Фиджи на летних Паралимпийских играх 2020
Фиджи на летних Паралимпийских играх 2020, прошедших в Токио 24 августа — 5 сентября 2021 года, был представлен двумя спортсменами в соревнованиях по лёгкой атлетике.

## Лёгкая атлетика
| Спортсмен               | Дисциплина          | Результат | Место |
| ----------------------- | ------------------- | --------- | ----- |
| Иноси Матеа Булимаирева | Мужчины, копьё, F64 | 42.55     | 10    |
| Иосефо Ракеса           | Мужчины, ядро, F41  | DNS       | DNS   |